# Вальтер Маєр
Вальтер Маєр (нім. Walter Meyer, 14 вересня 1904 — 5 грудня 1949) — німецький академічний веслувальник.
Олімпійський чемпіон 1932 року в складі розпашної четвірки зі стерновим.

## Життєпис
Вальтер Мейєр виборов золоту медаль у Лос-Анджелесі у веслуванні на четвірках зі стерновим, представляючи Берлінський веслувальний клуб. Він почав веслувати за клуб «Вердер» з Магдебурга, здобувши свої перші перемоги ще юніором. Після переходу до столичного клубу він став чемпіоном Німеччини в 1926 році у вісімках, а в 1927 році у четвірках без стернового. Також він був срібним призером у вісімках у 1927 році та у четвірках без стернового в 1930 році.
Маєр був торговцем і директором цукрового заводу в місті Тангермюнде, походив з родини промисловців, які виробляли знаменитий шоколад під маркою «Feodora». Як відомий член нацистської партії, він був заарештований росіянами в 1945 році та ув'язнений у колишньому концтаборі Бухенвальд, де помер від туберкульозу в 1949 році.